# Corybas crenulatus
Corybas crenulatus är en orkidéart som beskrevs av Johannes Jacobus Smith. Corybas crenulatus ingår i släktet Corybas, och familjen orkidéer. Inga underarter finns listade i Catalogue of Life.